# Nemadoras elongatus
Nemadoras elongatus är en fiskart som först beskrevs av Boulenger, 1898.  Nemadoras elongatus ingår i släktet Nemadoras och familjen Doradidae. Inga underarter finns listade i Catalogue of Life.